# Назарли, Агиль Агахан оглы
Агиль Агахан оглы Назарли (азерб. Aqil Ağaxan oğlu Nəzərli; род. 10 марта 1976, Гюлебирд, Лачинский район) — глава исполнительной власти Лачинского района.

## Биография
Родился 10 марта 1976 года в с. Гюлебирд Лачинского района. Окончил юридический факультет университета Тефеккюр.
Также окончил Академию государственного управления Азербайджана по специальности «государственное и местное управление».
С 1999 по 2009 год являлся юристом, начальником юридического отдела Аппарата главы исполнительной власти Лачинского района.
С июня 2009 по июнь 2016 года являлся заместителем главы исполнительной власти Лачинского района, начальником отдела анализа социально-экономического развития и прогнозирования.
С 2012 года является председателем Лачинской районной организации партии «Новый Азербайджан».
С 3 мартa 2016 года исполнял обязанности глава исполнительной власти Лачинского района.
Глава исполнительной власти Лачинского района (с 16 июня 2016).